# 円福寺 (西条市)
円福寺（えんぷくじ）は、愛媛県西条市明理川にある臨済宗東福寺派の寺院。山号は江西山。

## 概略
「阿弥陀如来」を本尊とし、大本山東福寺開山聖一国師の法統を継ぎ、その洪範に則り、「禅・臨済宗」の教義を広めて檀信徒及び庶民とともに広く教化育成し儀式行事を行なう。秘仏「聖觀世音菩薩」は宗派を超えた庶民の信仰厚く観音霊場お砂踏み行事も開催している。

## 歴史
- 天明7年（1787年）、公儀（11代将軍徳川家斉）へ差出した「本末帳」によれば、南溟殊鵬和尚が観念寺（西条市上市）の末寺円福寺の開祖となっている。そして、円福寺にその霊牌を安置している。
- 南溟殊鵬和尚が観念寺に道場を開いて禅風を挙揚していた頃、円福寺を明理川に開山した。その後、正徳年間に再建している。
- 明理川山路家墓所の西隣に、延宝2年（1674年）に初代明理川庄屋一色新兵衛重好開基の円通庵があった。そこでは、山路宇右衛門が両親の菩提を供養する為に円通庵の観音堂に如意輪観音菩薩坐像を奉納し、明理川村民による宗派を超えての観音信仰が続いていたが、昭和8年（1933年）､「観音講」発願寄進により観音堂を円福寺境内へ本堂として再建移築している。現在も円福寺のご本尊･祖霊と共に円通庵の観音坐像･祖霊を本堂内の右側に安置している。
- 平成27年（2015年）12月3日、開山和尚六百五拾年遠忌法要を営んだ。

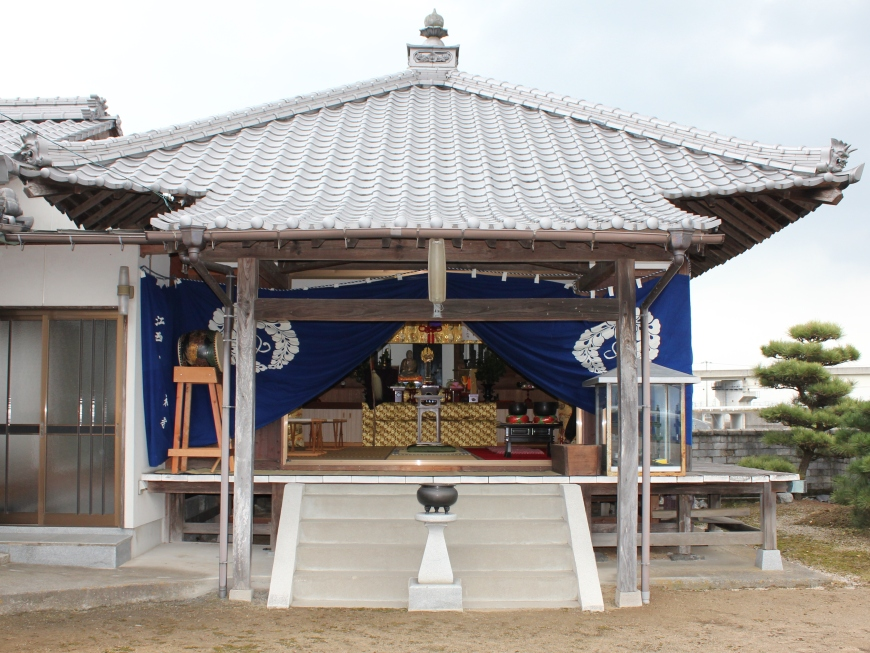
開山忌当日の本堂
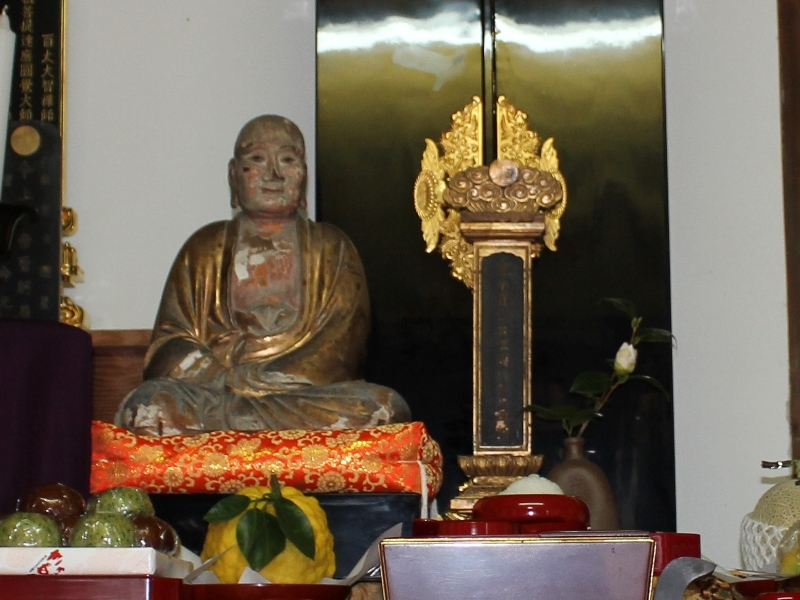
南溟殊鵬和尚像と位牌
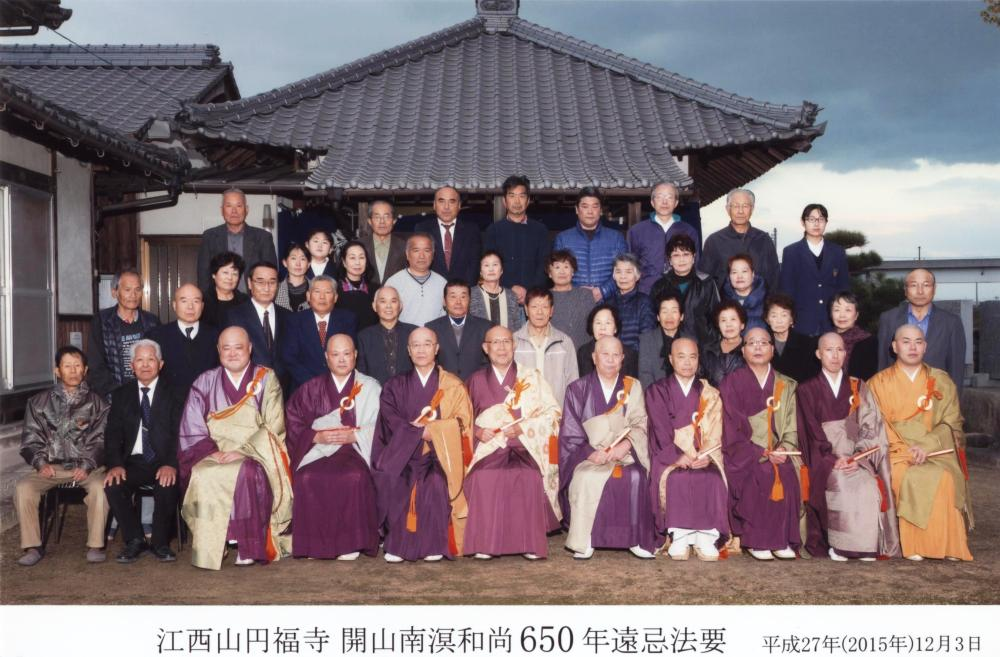
東福寺派和尚と檀信徒

## 所在地

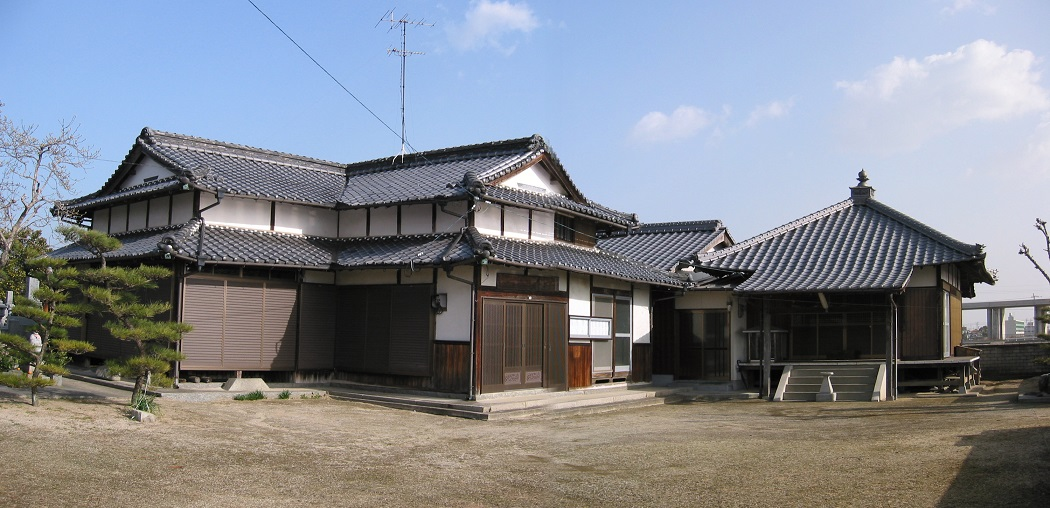
円福寺の庫裡と本堂

- 〒799-1345 愛媛県西条市明理川205番地